# Лока (Копар)
Лока (словен. Loka, итал. Lonche) је насељено место у општини Копар, Обално-крашка регија, Словенија.

## Историја
До територијалне реорганизације у Словенији била је у саставу старе општине Копар.

## Становништво
У попису становништва из 2011. године, Лока је имала 85 становника.
| Број становника према пописима | Број становника према пописима | Број становника према пописима |
| ------------------------------ | ------------------------------ | ------------------------------ |
| 1991                           | 2002                           | 2011                           |
| 82                             | 76                             | 85                             |

Напомена: Године 1986. смањен за део насеља који је проглашен за ново самостално насеље Предлока.